# Campeonato Carioca 1946
In 1946 werd het 41ste Campeonato Carioca gespeeld voor voetbalclubs uit de toen nog Braziliaanse hoofdstad Rio de Janeiro. De competitie werd gespeeld van 6 juli tot 22 december. Doordat vier teams eerste eindigden werd er nog een superronde gespeeld om de kampioen aan te duiden. Fluminense werd kampioen. 

## Eerste ronde
| Plaats | Club          | Wed. | W  | G | V  | Saldo | Ptn. |
| ------ | ------------- | ---- | -- | - | -- | ----- | ---- |
| 1.     | Fluminense    | 18   | 13 | 0 | 5  | 74:36 | 26   |
| 1.     | Botafogo      | 18   | 11 | 4 | 3  | 58:25 | 26   |
| 1.     | Flamengo      | 18   | 12 | 2 | 4  | 72:33 | 26   |
| 1.     | America       | 18   | 13 | 0 | 5  | 51:32 | 26   |
| 5.     | Vasco da Gama | 18   | 8  | 6 | 4  | 42:33 | 22   |
| 6.     | São Cristóvão | 18   | 9  | 2 | 7  | 38:32 | 20   |
| 7.     | Canto do Rio  | 18   | 6  | 0 | 12 | 28:54 | 12   |
| 8.     | Bangu         | 18   | 5  | 1 | 12 | 32:68 | 11   |
| 9.     | Madureira     | 18   | 3  | 2 | 13 | 31:64 | 8    |
| 10.    | Bonsucesso    | 18   | 1  | 1 | 16 | 23:72 | 3    |

|  | Superronde |

## Superronde
| Plaats | Club       | Wed. | W | G | V | Saldo | Ptn. |
| ------ | ---------- | ---- | - | - | - | ----- | ---- |
| 1.     | Fluminense | 6    | 5 | 1 | 0 | 23:9  | 11   |
| 2.     | Botafogo   | 6    | 4 | 0 | 2 | 7:5   | 8    |
| 3.     | Flamengo   | 6    | 2 | 1 | 3 | 9:12  | 5    |
| 4.     | America    | 6    | 0 | 0 | 6 | 10:23 | 0    |

|  | Kampioen |

### Kampioen
| Campeonato Carioca de 1946      |
| Rio de Janeiro                  |
| ------------------------------- |
| FLUMINENSE Kampioen (15° titel) |

## Topschutters
| Speler            | Speler         | Goals | Club       |
| ----------------- | -------------- | ----- | ---------- |
| Vlag van Brazilië | Rodrigues      | 28    | Fluminense |
| Vlag van Brazilië | Ademir Menezes | 25    | Fluminense |
| Vlag van Brazilië | Heleno         | 24    | Botafogo   |
| Vlag van Brazilië | Perácio        | 19    | Flamengo   |
| Vlag van Brazilië | Simões         | 16    | Fluminense |